# Junkers S 36
Lo Junkers S 36 fu un aeroplano sperimentale triposto, bimotore e monoplano ad ala bassa sviluppato dalla Junkers Flugzeugwerke AG, divisione aeronautica della Junkers & Co., negli anni venti e rimasto allo stadio di prototipo.
Primo e rimasto unico modello bimotore progettato dall'azienda, si propose di acquisire esperienza nella costruzione di velivoli plurimotore, la quale venne impiegata per realizzare i bombardieri Junkers K 37, Mitsubishi Ki-1 e Mitsubishi Ki-2.

## Storia del progetto
Nella seconda metà degli anni venti le clausole del Trattato di Versailles, imposte alla Repubblica di Weimar come conseguenza della sconfitta dell'Impero tedesco al termine della prima guerra mondiale, continuavano a condizionare pesantemente l'industria aeronautica tedesca vietando lo sviluppo di qualsiasi modello destinato all'impiego militare. Per arginare tali restrizioni la Junkers, come altre aziende aeronautiche tedesche del periodo, decisero di dimensionare già dalla fase di progettazione modelli che, apparentemente destinati al mercato dell'aviazione commerciale potevano essere velocemente modificati in aerei militari presso aziende controllate all'estero.
Per cercare di soddisfare le richieste di un nuovo modello da bombardamento medio bimotore, l'azienda affidò all'ingegnere Ernst Zindel presso l'ufficio tecnico di Dessau il disegno del futuro S 36. Zindel trasse spunto del precedente multiruolo Junkers A 32, realizzando un modello caratterizzato dalla oramai classica adozione di pannelli ondulati in lega leggera per la ricopertura di gran parte della cellula tranne il naso, bordo d'attacco e parte dell'estradosso dell'ala, inizialmente in pannelli lisci, dai due propulsori, una coppia di Bristol Jupiter IV di costruzione francese (Gnome-Rhône 9A Jupiter) radiali 9 cilindri raffreddati ad aria da 600 PS (440 kW) ciascuno collocati in apposite gondole sul bordo d'attacco dell'ala monoplana montata bassa sulla fusoliera e dall'impennaggio bideriva, sviluppo di quello già adottato dallo Junkers G 31.
Il prototipo, WerkNr. 3200, fu completato nel 1927 e portato in volo per la prima volta il 5 settembre di quell'anno, affrontando la prima fase di prove di volo prima di essere trasferito agli stabilimenti della AB Flygindustri di Limhamn, nei pressi di Malmö (Svezia), dove venne immatricolato con marche civili S-AABL e utilizzato come modello per la costruzione della sua variante militare Junkers K 37. Nell'inverno che seguì fu in parte modificato, svelando il previsto naso dotato di finestrature, così come vennero ricavate ulteriori aperture finestrate sulla parte ventrale del velivolo, una delle quali adatta per ricevere una fotocamera.
Rientrato in Germania il prototipo venne indicato come aereo da trasporto adottando marche tedesche, D-1252, mutate in D-AMIX dopo qualche anno, utilizzato tuttavia ancora come laboratorio volante per il resto della sua vita operativa ottenendo nel 1928 il riconoscimento come prime velivolo bimotore con capacità acrobatiche.
Alcune fonti sembra attestino la costruzione di qualche altro esemplare, non confermate tuttavia dalla bibliografia ufficiale. Certo è che il modello, suscitando l'interesse per le autorità militari giapponesi, venne utilizzato come base di sviluppo per i bombardieri Mitsubishi Ki-1 e Ki-2 adottati dal servizio aereo dell'Esercito imperiale.